# Mashanza
Le Mashanza est un fromage blanc traditionnel à base de lait de vache produit dans la province du Sud-Kivu, dans l'est de la République démocratique du Congo, selon des méthodes artisanales.
Le plus souvent, il est fabriqué en inoculant des ferments lactiques dans le lait après un premier conditionnement. Le fromage est ensuite égoutté.
En raison de l'absence de chaîne du froid, le Mashanza ne se conserve généralement pas plus de sept jours. La variété des procédés de fabrication entraîne une certaine diversité de consistance, de goût (d'aigre à sucré), d'odeur (de lait ou de fermentation) et de couleur (blanc à blanc-jaune).